# My Little Pony: Equestria Girls – Szivárványvarázs
Az My Little Pony: Equestria Girls – Szivárványvarázs, más néven Én kicsi pónim: Equestria lányok – Szivárvány Rock vagy My Little Pony: Equestria Girls – Rainbow Rocks (eredeti cím: My Little Pony: Equestria Girls – Rainbow Rocks) 2014-ben bemutatott egész estés  amerikai–kanadai 2D-s számítógépes animációs film, amely az My Little Pony: Equestria Girls című animációs film folytatása, és az Én kicsi pónim: Varázslatos barátság című animációs televíziós sorozat filmje. A forgatókönyvet Meghan McCarthy írta, az animációs filmet Jayson Thiessen rendezte. Amerikában 2014. szeptember 27-én mutatták be a mozikban, illetve 2014. október 17-én mutatta be a Discovery Family csatorna. Magyarországon a Minimax mutatta be 2014. november 29-én.

## Ismertető
Twilight Sparkle és barátai a Canterlot High tehetségkutató show-jában versenyeznek Adagio Dazzle bandájával, a Dazzlings-szel, hogy visszaállítsák a harmóniát a Canterlot High-ban.

## Szereplők leírása
- Tara Strong mint Twilight Sparkle, a szorgalmas alikornis és az egyik koronás hercegnő Equestria-ban. Visszatér az ember világba, és énekes szolgál az ő emberi zenekarában, a Rainbooms-ban.
- Ashleigh Ball, mint Applejack, a keményen dolgozó farmi póni. Az ő emberi megfelelője basszusgitáros a Rainbooms-ban.
- Ball Rainbow Dash hangja is, a fiús és versenyképes pegazus póni. Az ő emberi megfelelője a Rainbooms banda alapítója és gitárosa.
- Andrea Libman mint Pinkie Pie, a hiper, vidám parti póni. Az ő emberi megfelelője dobos a zenekarban.
- Libman Fluttershy hangja is, a félénk pegazus, aki szereti az állatokat. Az ő emberi megfelelője tambulinon játszik a Rainbooms-ban.
- Tabitha St. Germain, mint Rarity, a varrónő egyszarvú. Az ő emberi megfelelője a Rainbooms zongorása.
- Germain Luna igazgatónő hangja is, az igazgatóhelyettes a Canterlot High-ban, és az emberi megfelelője Luna hercegnőnek.
- Cathy Weseluck, mint Spike, Twilight fiatal sárkány asszisztense, aki utazásokra megy vele az emberi világba, mint egy kutya.
- Rebecca Shoichet, mint Sunset Shimmer, egy egyszarvú és egykori tanítványa Celestia hercegnőnek, aki az előző filmben főgonosz volt, de később az egyik szövetségese a Rainbooms-nak.
- Kathleen Barr, mint Trixie, a bűvész, aki gitáros a saját zenekarában, az Illusions-ban.
- Kazumi Evans, mint Adagio Dazzle, a Dazzlings manipulatív vezetője, akiket Star Swirl, a nagy szakáll az emberi világba száműzött.
- Diana Kaarina, mint Aria Blaze, a gyakran undok és manipulatív szirén.
- Maryke Hendrikse, mint Sonata Dusk, a bolondos szirén. Sokkal kedvesebb, mint Aria és Adagio és gyakran másra koncentrál a trió tervei helyett.

## Szereplők
| Szereplő                    | Eredeti hang        | Magyar hang      |
| --------------------------- | ------------------- | ---------------- |
| Twilight Sparkle            | Tara Strong         | Vadász Bea       |
| Rainbow Dash                | Ashleigh Ball       | Grúber Zita      |
| Applejack                   | Ashleigh Ball       | Solecki Janka    |
| Pinkie Pie                  | Andrea Libman       | Zsigmond Tamara  |
| Fluttershy                  | Andrea Libman       | Szabó Zselyke    |
| Rarity                      | Tabitha St. Germain | Molnár Ilona     |
| Spike                       | Cathy Weseluck      | Seszták Szabolcs |
| Sunset Shimmer              | Rebecca Shoichet    | Simonyi Réka     |
| Adagio Dazzle               | Kazumi Evans        | Vágó Bernadett   |
| Sonata Dusk                 | Maryke Hendrikse    | Csuha Bori       |
| Aria Blaze                  | Diana Kaarina       | Sági Tímea       |
| Flash Sentry                | Vincent Tong        | Markovics Tamás  |
| Celestia igazgatónő         | Nicole Oliver       | Major Melinda    |
| Luna igazgatóhelyettes      | Tabitha St. Germain | Németh Kriszta   |
| Big McIntosh                | Peter New           | Galbenisz Tomasz |
| Apple Bloom                 | Michelle Creber     | Kántor Kitty     |
| Maud Pie                    | Ingrid Nilson       | Vámos Mónika     |
| Trixie Lulamoon             | Kathleen Barr       | Dohy Erika       |
| Snips                       | Lee Tockar          | Baráth István    |
| Snails                      | Richard Ian Cox     | Baradlay Viktor  |
| Photo Finish                | Tabitha St. Germain | Mohácsi Nóra     |
| Cherry Crash                | Paula Berry         | Oláh Orsolya     |
| Kézbesítő póni Equestriában | Brian Drummond      | Renácz Zoltán    |

## Dalok
| Dal                    | Eredeti előadó                                                                                                 | Magyar előadó                          |
| ---------------------- | --- | -------------------------------------- |
| Rainbow Rocks          | Rebecca Shoichet, Shannon Chan-Kent, Kazumi Evans, Ashleigh Ball, Andrea Libman                                | Csuha Bori, Sági Tímea, Vágó Bernadett |
| Better Then Ever       | Shannon Chan-Kent, Kazumi Evans, Ashleigh Ball, Andrea Libman                                                  | Csuha Bori, Sági Tímea, Vágó Bernadett |
| Battle                 | Kazumi Evans, Madeline Merlo, Shylo Sharity                                                                    | Csuha Bori, Sági Tímea, Vágó Bernadett |
| Bad Counter Spell      | Rebecca Shoichet                                                                                               | Csuha Bori                             |
| Snips and Snails's Rap | Lee Tockar, Richard Ian Cox                                                                                    | Baráth István, Baradlay Viktor         |
| Shake Your Tail        | Rebecca Shoichet, Shannon Chan-Kent, Kazumi Evans, Ashleigh Ball, Andrea Libman                                | Csuha Bori, Sági Tímea, Vágó Bernadett |
| Under Our Spell        | Kazumi Evans, Madeline Merlo, Shylo Sharity                                                                    | Csuha Bori, Sági Tímea, Vágó Bernadett |
| Tricks Up My Sleeve    | Kathleen Barr                                                                                                  | Sági Tímea                             |
| Awesome As I Wanna Be  | Ashleigh Ball                                                                                                  | Sági Tímea                             |
| Welcome to the Show    | Kazumi Evans, Madeline Merlo, Shylo Sharity, Rebecca Shoichet, Shannon Chan-Kent, Ashleigh Ball, Andrea Libman | Csuha Bori, Sági Tímea, Vágó Bernadett |
| Rainbooms Battle       | Hangszeres | Hangszeres                             |
| Shine Like Rainbows    | Rebecca Shoichet, Shannon Chan-Kent, Kazumi Evans, Ashleigh Ball, Andrea Libman                                | Csuha Bori, Sági Tímea, Vágó Bernadett |

## Fordítás
Ez a szócikk részben vagy egészben  a   My Little Pony: Equestria Girls – Rainbow Rocks című angol Wikipédia-szócikk fordításán alapul.  Az eredeti cikk szerkesztőit annak laptörténete sorolja fel. Ez a jelzés csupán a megfogalmazás eredetét és a szerzői jogokat jelzi, nem szolgál a cikkben szereplő információk forrásmegjelöléseként.